# Розвадовський Сергій Володимирович
Сергі́й Володи́мирович Розвадо́вський (рос. Сергей Владимирович Розвадовский, 29 липня 1966, м. Будапешт, Угорщина) — український політичний діяч, автор книги «Гроші», кінопродюсер, бізнесмен.

## Ранні роки
Народився 29 липня 1966 року в місті Будапешт. Батько — Розвадовський Володимир Семенович (1939 р.н.), уродженець селища міського типу Романів, Житомирська область, все життя був військовослужбовцем в СРСР. Мати, Розвадовська Катерина Андріївна (уроджена Кузіна, 1941 р.н), родом з села Єрмаки, Ульянівська область. Працювала медсестрою.
До 6 років Сергій проживав у Будапешті. У тисяча дев'ятсот сімдесят четвертому сім'я переїхала в Новосибірську область, а потім в Кемерево, де Сергій закінчив спортивну школу. Там же він став бронзовим чемпіоном СРСР з карате (1982 г.) Почав займатися підприємництвом у 14 років. Перший досвід — продаж спортивного одягу. У той час багато на цьому заробляв — близько 300 рублів на місяць.
Після школи вступив у Військове училище зв'язку. Незабаром закінчив його з червоним дипломом. Після училища переїхав до Польщі. Був офіцером, але через 4 роки вирішив серйозно займатися бізнесом.

## Освіта
1987 — закінчив Кемеровське вище військове командне училище зв'язку.
2005 — закінчив Академію державного управління при Президентові України
У 2007 закінчив школу тренерів компанії «Nordick Training International»
У 2010 закінчив Інститут кіновиробництва ім. Карпенко-Карого.

## Бізнес
Сергій завжди вмів добре вести переговори і постійно займався комерцією, «купи-продай». У 1991 році переїхав до Києва. Під покровом футбольного клубу Динамо-Київ відкрив свою невелику компанію «Динамо-Універсал».
Через рік почав працювати в юридичній компанії «Проксен» на посаді помічника директора по комерції. Займався вирішенням спірних питань щодо повернення боргів держпідприємствам, постачанням промислового обладнання з України в Росію, імпортом меблів і продуктів з Туреччини, Італії, Іспанії. Розробляв стратегії розвитку компанії, збільшував ринок продажів.
У 1995 році став акціонером та генеральним директором ЗАТ «Бінго Інтертеймент». Створив TV production, що випускав телевізійні передачі для каналів Інтер та УТ-1. Керував концертним агентством (більше 300 концертів, включаючи зірок світової естради). Займався стратегічними питаннями, розрахунками та веденням переговорів із зірками шоу бізнесу — групою «Блестящие», «Машина Времени», «Руки Вверх», Христиною Орбакайте і іншими.
З 1997 року організував перше власне підприємство з виробництва рослинної олії, організував промислове виробництво продуктів харчування. Створив дистриб'юторську мережу.
У 2001 Сергій — генеральний директор ЗАТ «Фабрика Старт» (промислове підприємство легкої промисловості, союзного призначення). Займався антикризовим управлінням, відновленням виробничих циклів видань підприємства, розробкою нових видів продукції просуванню на ринок.
У березні 2005 року став головним продюсером Національної кінематики України.
У 2008 році став співзасновником консалтингової компанії I'm trainings. Разом зі своїми партнерами і учнями створив інноваційну модель навчання з використання бізнес-ігор. Проводив навчання провідних компаній, таких як Sportlife, UMG, Nuga Best, Ренесанс Лайф, Інтерпайп та інших.
У 2012 році був акціонером компанії «Островки здоровья», що мала 140 підрозділів в 5 країнах.
Політична кар'єра
У 2002 році балотувався у ВРХ України по 195 округу, від Віктора Ющенка, але не пройшов.
У 2006 став депутатом Київської міської ради. Займався організацією практичної роботи в сфері соціальної підтримки захисту населення.
Уже в 2008 Сергій Розвадовський став депутатом Деснянської районної ради та головою постійної депутатської комісії «Духовність, культура, освіта, сім'я і молодь, фізкультура і спорт». Депутатом був до 2010 року.

## Тренінги та програми
Навчанням Сергій зайнявся ще в 2000 році. Спочатку заняття відвідували групи знайомих, аудиторія постійно росла, що змотивувало створити в 2008 році консалтингову компанію. Основна діяльність компанії велась на території країн СНД і ЄС, а головний офіс був у Києві (Україна).
З 2007 року Сергій з командою навчили понад 50 представництв різних великих підприємств таких як Sportlife, UMG, Nuga Best, Ренесанс Лайф, Інтерпайп та інших.
З 2013 року Сергій щорічно виступає на Глобальному Лідерському Саміті, Мегатренінгах Іцхка Пінтосевича — бізнес-тренера і експерта по мотивації.
У Сергія Розвадовського досвід публічних виступів в аудиторіях по 20 000 чоловік, 2006—2012 провів більше 200 семінарів в сфері лідерства та мотивації.
Однією з ключових тем навчання є тема "Гроші. 8 навичок багатих людей ". Також видано книгу «Гроші», яку читає аудиторія всього СНД.

## Фільмографія
У 2001 році був продюсером телепроєкту «Заполночь».
Дитяча мрія Сергія зніматися в кіно була реалізована в 2003 році, був актором в художньому фільмі «Один за всіх».
Ще через рік став продюсером, співавтором сценарію телесеріалу «Один за всіх». Також знімався в серіалах «Куратор» (2006), фільмах «Антиснайпер» (2006), «Папа напрокат» (2008), продюсер серіалу «Разом назавжди». У 2018 вийде ще один фільм, знятий за сценарієм Сергія — «Давай танцюй».

## Сім'я
Дружина — Розвадовська Анжеліка Олександрівна (уроджена Говорова). Народилася 19 квітня 1967 року. Закінчила філософський факультет КНУ ім. Тараса Шевченка.
Троє дітей: Олег (1981 р.н.), Олександр (1985 р.н.), Тимофій (2003 р.н)
Внучка: Олександра (2011 р.н)